# Коннор, Кит
Кит Себа́стьян Ко́ннор (англ. Kit Sebastian Connor; род. 8 марта 2004 года, Кройдон, Суррей, Лондон, Англия, Великобритания) — английский актёр театра и кино, наиболее известный по роли Ника Нельсона в сериале Netflix «Трепет сердца».

## Биография
Родился 8 марта 2004 года в Кройдоне, Лондон в семье Ричарда Коннора и Кэролайны Коннор. Его родители работают в сфере рекламы. У него есть старшая сестра и старший брат по имени Нед. Посещал начальную школу The Hayes Primary School, а затем окончил школу Whitgift School в Южном Кройдоне, где сдал экзамены A-Level по таким предметам, как драма, английская литература и история.
В 2025 году окончил школу искусств Stagecoach Performing Arts School.

## Карьера
Начал свою карьеру в семилетнем возрасте, снявшись в рекламе Xbox. В августе 2013 года дебютировал на телевидении в эпизодической роли в сериале «Юнцы». В том же году появился в телевизионном фильме «Приключение в пространстве и времени», в котором рассказывается ранняя история создания и существования сериала «Доктор Кто». В 2014 году получил одну из главных ролей в фильме «Достать Санту». В 2016 году сыграл небольшую роль в драматическом мини-сериале «Война и мир».
В 2016 году Коннор исполнил роль юного Пети Ростова в мини-сериале BBC «Война и мир» и дебютировал на театральной сцене в небольшой роли в постановке «Добро пожаловать домой, капитан Фокс!» в театре Donmar Warehouse. В 2018 году появился в таких фильмах, как «Правила бойни», «Первому игроку приготовиться» и «Клуб любителей книг и пирогов из картофельных очистков». В том же году он исполнил роль Александра в постановке «Фанни и Александр» в театре Олд Вик.
В 2019 году сыграл Элтона Джона в юности в биографической музыкальной драме «Рокетмен». В том же году появился в роли Джо Вударда в драматическом фильме «Малыш Джо», а также озвучил персонажа Фокси в игре «Dreams».
С 2018 по 2022 год озвучивал персонажа Пантелеймона в сериале «Тёмные начала», который является экранизацией одноимённой трилогии Филипа Пулмана. В 2022 году он также озвучил Лукаса в игре «A Plague Tale: Requiem».
В 2023 году Коннор был назван «Звездой завтрашнего дня» по версии Screen International. В 2024 году он вошёл в рейтинг Forbes «30 до 30» в категории «Развлечения», а также в список The Hollywood Reporter «Следующее поколение талантов». В том же году озвучил Жёлтоклювика в анимационном фильме «Дикий робот» и дебютировал на Бродвее в роли Ромео Монтекки в мюзикле «Ромео + Джульетта» вместе с Рэйчел Зеглер, исполнившей роль Джульетты. Также в 2024 году было объявлено, что Коннор сыграет одну из главных ролей в фильме «Под огнём», основанном на событиях войны в Ираке. Премьера фильма в США состоялась 11 апреля 2025 года, в России — на день раньше.
С 2022 года исполняет роль Ника Нельсона в подростковом драматическом веб-сериале «Трепет сердца». В апреле 2025 года стало известно, что Коннор снимется в полнометражном фильме, завершающем сериал, и выступит его исполнительным продюсером. Официальная премьера фильма запланирована на 2026 год.
В мае 2025 года было объявлено, что он сыграет в фильме ужасов «Rapture» вместе с Уиллом Поултером и Ману Риосом.

## Личная жизнь
В октябре 2022 года Коннор объявил себя бисексуалом в сообщении в Твиттере после того, как его обвинили в квирбейтинге.
Коннор страдает дислексией.

## Фильмография

### Кино
| Год  |   | Русское название                                       | Оригинальное название                             | Роль             |
| ---- | - | ------------------------------------------------------ | ------------------------------------------------- | ---------------- |
| 2014 | ф | Достать Санту                                          | Get Santa                                         | Том              |
| 2015 | ф | Мистер Холмс                                           | Mr. Holmes                                        | мальчик          |
| 2018 | ф | Гонка века                                             | The Mercy                                         | Саймон Кроухёрст |
| 2018 | ф | Первому игроку приготовиться                           | Ready Player One                                  | Reb Kid          |
| 2018 | ф | Клуб любителей книг и пирогов из картофельных очистков | The Guernsey Literary and Potato Peel Pie Society | Илай Рамзи       |
| 2018 | ф | Правила бойни                                          | Slaughterhouse Rulez                              | Вуттон           |
| 2019 | ф | Рокетмен                                               | Rocketman                                         | Реджи в юности   |
| 2019 | ф | Малыш Джо                                              | Little Joe                                        | Джо              |
| 2024 | ф | Дикий робот                                            | The Wild Robot                                    | Желтоклювик      |
| 2025 | ф | Военное дело                                           | Warfare                                           | Томми            |
| 2026 | ф | —                                                      | A Cuban Girl's Guide to Tea and Tomorrow          | Орайон Максвелл  |
|      | ф | —                                                      | Untitled Heartstopper Film                        | Ник Нельсон      |
|      | ф | —                                                      | Rapture                                           |                  |
|      | ф | —                                                      | One Of Us                                         |                  |

### Телевидение
| Год       |    | Русское название                     | Оригинальное название          | Роль                  |
| --------- | -- | ------------------------------------ | ------------------------------ | --------------------- |
| 2013      | с  | Юнцы                                 | Chickens                       | Клем                  |
| 2013      | тф | Приключение в пространстве и времени | An Adventure in Space and Time | Чарли                 |
| 2013      | с  | Катастрофа                           | Casualty                       | Барнаби Ли            |
| 2015      | с  | Хроники Франкенштейна                | The Frankenstein Chronicles    | Джоуи                 |
| 2014—2015 | с  | Остров Ракеты                        | Rocket's Island                | Арчи Беклс            |
| 2016      | с  | Война и мир                          | War and Peace                  | Петя Ростов в детстве |
| 2016      | с  | Гранчестер                           | Grantchester                   | Чарли Джонс           |
| 2017      | с  | Британские СС                        | SS-GB                          | Боб Шинан             |
| 2018      | тф | Великий побег дедушки                | Grandpa's Great Escape         | Джек                  |
| 2019—2022 | с  | Тёмные начала                        | His Dark Materials             | Пантелеймон           |
| 2022—2024 | с  | Трепет сердца                        | Heartstopper                   | Ник Нельсон           |

### Компьютерные игры
| Год  | Название               | Персонаж | Прим.   |
| ---- | ---------------------- | -------- | ------- |
| 2017 | Blackwood Crossing     | Финн     | озвучка |
| 2019 | Dreams                 | Фокси    | озвучка |
| 2022 | A Plague Tale: Requiem | Лукас    | озвучка |

### Театр
| Год       | Русское название                      | Оригинальное название      | Роль              | Площадка         |
| --------- | ------------------------------------- | -------------------------- | ----------------- | ---------------- |
| 2016      | Добро пожаловать домой, капитан Фокс! | Welcome Home, Captain Fox! | маленький мальчик | Donmar Warehouse |
| 2018      | Фанни и Александр                     | Fanny & Alexander          | Александр Экдаль  | Олд Вик          |
| 2024—2025 | Ромео + Джульетта                     | Romeo + Juliet             | Ромео Монтекки    | Бродвей          |

## Награды
Полный список наград и номинаций на IMDb.
| Год  | Награда                                               | Категория                                                         | Работа        | Результат |
| ---- | ----------------------------------------------------- | ----------------------------------------------------------------- | ------------- | --------- |
| 2021 | Young Entertainer Awards                              | Лучший молодой актёр второго плана                                | Тёмные начала | Номинация |
| 2022 | Премия «Эмми» в области детского и семейного контента | Лучшее исполнение главной роли в детском или подростковом сериале | Трепет сердца | Победа    |
| 2022 | Dorian Awards                                         | Лучшее телевизионное выступление                                  | Трепет сердца | Номинация |
| 2022 | National Television Awards                            | Восходящая звезда                                                 | Трепет сердца | Номинация |
| 2023 | Queerty Awards                                        | Прорыв                                                            |               | Номинация |
| 2023 | Royal Television Society                              | Лучшая мужская роль                                               | Трепет сердца | Победа    |
| 2025 | Премия «Энни»                                         | Лучшая озвучка в анимационном полнометражном фильме               | Дикий робот   | Номинация |